# Jorge Del Río (actor)
Jorge Del Río Redondo, de nombre artístico Jorge Del Río es un actor español nacido el 27 de noviembre de 1975 en Oviedo, Asturias. Sobrino nieto de la también actriz Aurora Redondo, empezó su carrera a los 13 años en su ciudad natal, para más adelante afincarse en Madrid donde desarrollaría su carrera profesional.

## Trayectoria

### Películas
- Cosa de brujas (2002)

### Televisión
- Lalola (2008)
- Amar en tiempos revueltos (2005)
- Diez en Ibiza (2004)
- Periodistas (2001)
- Investigación policial (2001)
- Policías, en el corazón de la calle (2000)
- Al salir de clase (2000)

### Teatro
- Antílopes de Henning Mankell - Producciones Off Madrid (2012)
- Suite de Carles Batlle - Producciones Off Madrid (2010)
- Los últimos días de Emmanuel Kant - dir. Dolores Garayalde (2009)
- Mutatis Mutandis de Azucena Álvarez García - Primera Emoción (2006)